# Graafschap Rothenfels
Het graafschap Rothenfels was een tot de Zwabische Kreits behorend graafschap binnen het Heilige Roomse Rijk.
De burcht Rothenfels viel oorspronkelijk onder het graafschap Albgau, dat in bezit was van de graven van Kirchberg. In 1191 wordt Berthold van Rothenfels vermeld als burchtheer in dienst van de graaf van Kirchberg. In 1243 kocht keizer Frederik II het graafschap in de Albgau. De burcht Rothenfels kwam daarna als rijksleen in handen van de heren van Schellenberg. Na de ondergang van de Hohenstaufen werd de burcht een allodium.
In 1332 werd de burcht gekocht door de graven van Montfort-Tettnang en ontwikkelde zich tot het middelpunt van hun heerlijkheid. In 1360 verwierven zij door een ruil de stad Immenstadt en in 1440 de heerlijkheid Staufen. Na 1408 is er een afzonderlijke tak Montfort-Rothenfels.
In 1471 werd de heerlijkheid tot rijksgraafschap verheven. Dit gebeurde om een eind te maken aan de onduidelijkheid die ontstaan was door de belening van de graaf van Montfort met het halsgerecht in de Albgau. De graaf van Montfort pretendeerde daarna de rechten van het voormalige graafschap in de Albgau te mogen uitoefenen. Deze pretenties werden afgesneden door de instelling van het nieuwe graafschap Rothenfels. De tak Montfort-Rothenfels stierf in 1564 uit, waarna het graafschap herenigd wordt met Montfort-Tettnang.
In 1565 verkocht graaf Ulrich van Montfort het graafschap aan vrijheer Johan Jacob van Königsegg. Na zijn dood in 1567 werden zijn bezittingen in 1568 onder zijn drie zoons verdeeld. De jongste zoon Georg kreeg het graafschap Rothenfels met de heerlijkheid Stauffen en werd zo de stichter van de tak Königsegg-Rothenfels.
Vrijheer (graaf) Georg verlegde de residentie in 1620 naar een nieuw gebouwd slot bij Immenstadt im Allgäu. Op 29 september 1629 werden de vrijheren van Königsegg tot rijksgraaf verheven.
De graven van Königsegg-Rothenfels erfden in 1697 de heerlijkheden Roussy en Cronenburg door het testament van graaf Karel Ferdinand van Manderscheid-Gerolstein. Deze bezittingen in het Rijnland werden al snel verkocht: Roussy in 1703 en Cronenburg in 1719.
In 1785 vond een laatste uitbreiding plaats door aankoop van de heerlijkheid Werdenstein.
In 1804 verkocht graaf Johan het graafschap aan Oostenrijk, waardoor het deel van Vorarlberg werd.
Volgens artikel 8 van de Vrede van Presburg van 26 december 1805 moest Oostenrijk het graafschap Königsegg-Rothenfels afstaan aan het koninkrijk Beieren.
Regenten
| regering  | naam                  | geboren    | overleden  | familie                                   |
| --------- | --------------------- | ---------- | ---------- | ----------------------------------------- |
| 1408-1425 | Rudolf VI             | voor 1374  | 8-12-1425  | zoon van Hendrik IV van Montfort-Tettnang |
| 1439-1491 | Hugo XIII             | circa 1440 | 16-10-1491 | zoon van Willem V van Montfort-Tettnang   |
| 1491-1529 | Johan I               | circa 1459 | 29-9-1529  | zoon                                      |
| 1529-1547 | Johan II              | circa 1490 | 1547       | zoon van broer                            |
| 1547-1564 | Hugo XVI              | circa 1500 | 21-11-1564 | broer                                     |
| 1568-1622 | Georg                 | 1568?      | 29-8-1622  | van Königsegg                             |
| 1622-1666 | Hugo                  | 26-2-1596  | 1-12-1666  | zoon                                      |
| 1666-1694 | Leopold Willem        | 25-5-1630  | 15-2-1694  | zoon                                      |
| 1694-1709 | Sigmund Willem        | 16-11-1662 | 6-5-1709   | zoon                                      |
| 1709-1736 | Albert Eusebius Frans | 4-1-1669   | 23-5-1736  | broer                                     |
| 1736-1759 | Karel Ferdinand       | 1-11-1696  | 20-12-1759 | zoon                                      |
| 1759-1772 | Frans Hugo            | 2-10-1698  | 25-1-1772  | broer                                     |
| 1772-1804 | Frans Fidelis Anton   | 19-2-1750  | 10-9-1804  | kleinzoon                                 |
| 1804-1804 | Johan Nepomul Gebhard | 6-1-1790   | 1-10-1867  | zoon                                      |